# Cesena
Cesena – miasto i gmina we Włoszech, w regionie Emilia-Romania, w prowincji Forlì-Cesena.
Przez centrum  miasta przepływa rzeka Savio.
Według danych na rok 2006 gminę zamieszkiwały 94 002 osoby, 376,81 os./km².

## Urodzeni w Cesenie
- Giovanni Angelo Braschi, późniejszy papież Pius VI
- Gregorio Luigi Barnaba Chiaramonti, późniejszy papież Pius VII
- Marco Pantani, włoski kolarz